# Benno!
Benno! (* 2007 oder 2008, eigentlich Benediktus Burrows) ist ein deutscher Rapper aus Löhne.

## Leben
Benno! brachte mit 16 Jahren sein erstes Album 1of1 im Selbstverlag heraus. Es erschien auf mehreren digitalen Plattformen. Mixen und Produktion hatte er sich selbst beigebracht und das Album im heimischen Kinderzimmer produziert.
2025 landete er mit Dein Mann Freestyle einen ersten Charterfolg. Das Lied platzierte sich auf Platz 18 der deutschen Charts.

## Diskografie

### Alben
- 2024: 1of1

### Singles
- 2023: Tokyo
- 2023: Skee Skee
- 2024: Wag1
- 2025: Ca va?
- 2025: Dein Mann Freestyle
- 2025: Qué tal?
- 2025: Locken & Asics
- 2025: Gina Laitschek
- 2025: Nicht von da (Red Bull 64 Bars)
- 2025: Vacation